# 염보현
염보현(廉普鉉, 1932년 3월 22일 ~ 2021년 7월 16일)은 대한민국의 정치인이다.

## 생애
강원도 김화군(철원) 출신으로 제18대 경기도지사와 제20대 서울특별시장을 역임했다. 서울특별시장 재임기간 동안 서울 지하철 2, 3, 4호선을 완성하여 본격적인 1기 지하철 시대를 열었으며, 1986년 서울 아시안게임과 1988년 서울 올림픽을 앞두고 한강 종합개발 계획을 진행하였다.

## 학력
- 수송국민학교
- 경기중고등학교  47회
- 고려대학교 법학과

## 경력
- 1960년 제12회 고등고시 행정과 합격
- 1961년 양주경찰서 서장
- 1971년 2월~1971년 6월: 치안국 기획과장
- 1971년 6월~1972년 7월: 치안국 수사지도과장
- 1972년 7월~1973년 5월: 강원도 경찰국장
- 1976년 4월~1976년 7월: 경찰대학장
- 1976년 7월~1979년 2월: 내무부 해양경찰대장
- 1979년 2월~1980년 1월: 치안본부 1부장
- 1980년 1월~1980년 5월: 서울특별시 경찰국장
- 1980년 5월~1980년 9월: 제5대 치안본부장
- 1980년 9월~1983년 10월: 제18대 경기도지사
- 1983년 10월~1987년 12월: 제20대 서울특별시 시장